# Centrale hydroélectrique de Tuyen Quang
La centrale hydroélectrique de Tuyen Quang, anciennement connue sous le nom de centrale hydroélectrique de Na Hang, est située sur la rivière Gam dans la ville de Na Hang, district de Na Hang, province de Tuyen Quang, Vietnam,.

## Construction
Le projet hydroélectrique de Tuyen Quang a commencé sa construction le 22 décembre 2002 et, après 5 ans, a été inauguré le 15 décembre 2008. Le projet est conçu avec 3 générateurs d'une capacité unitaire de 342 MW. La production annuelle moyenne d'électricité est de 1 295 milliards. kWh. La superficie totale du lac est de plus de 8 000 hectares, avec une capacité de 2 milliards de m³ d'eau.
Il s'agit de la cinquième plus grande centrale hydroélectrique du Nord après la centrale hydroélectrique de Son La, la centrale hydroélectrique de Hoa Binh, la centrale hydroélectrique de Lai Chau et la centrale hydroélectrique de Huoi Quang.

### Caractéristiques

#### Barrage
Type de barrage : barrage poids en enrochement, surface en béton armé.
Longueur du barrage à la crête : 717,9 m.
Hauteur maximale du barrage : 92,2 m.
Largeur de la crête du barrage : 10 m.

#### Réservoir
Niveau d'eau moyen : 36 m. Capacité du réservoir : 2 245 milliards m³. Nombre d'unités : 3 unités. Capacité nominale : 342 MW. Type de barrage : Parement en béton en enrochement. Durée de construction : 5 ans. Volume d'excavation : 13 millions de m³ de terre et de roche. Volume de béton : 950 103 m³. Forage : 101 103 m de long.
Total des capitaux d'investissement : 7 500 milliards de dong.

### Lac Na Hang
Le lac Na Hang est le réservoir créé par le barrage. Il a une capacité de réservoir de 1,5 à 2 milliards de litres. m³. Le lac Na Hang assure la prévention des inondations dans la ville de Tuyen Quang et participe à la réduction des inondations dans le delta du fleuve Rouge, créant ainsi un approvisionnement en eau pendant la saison sèche pour le delta du fleuve Rouge.

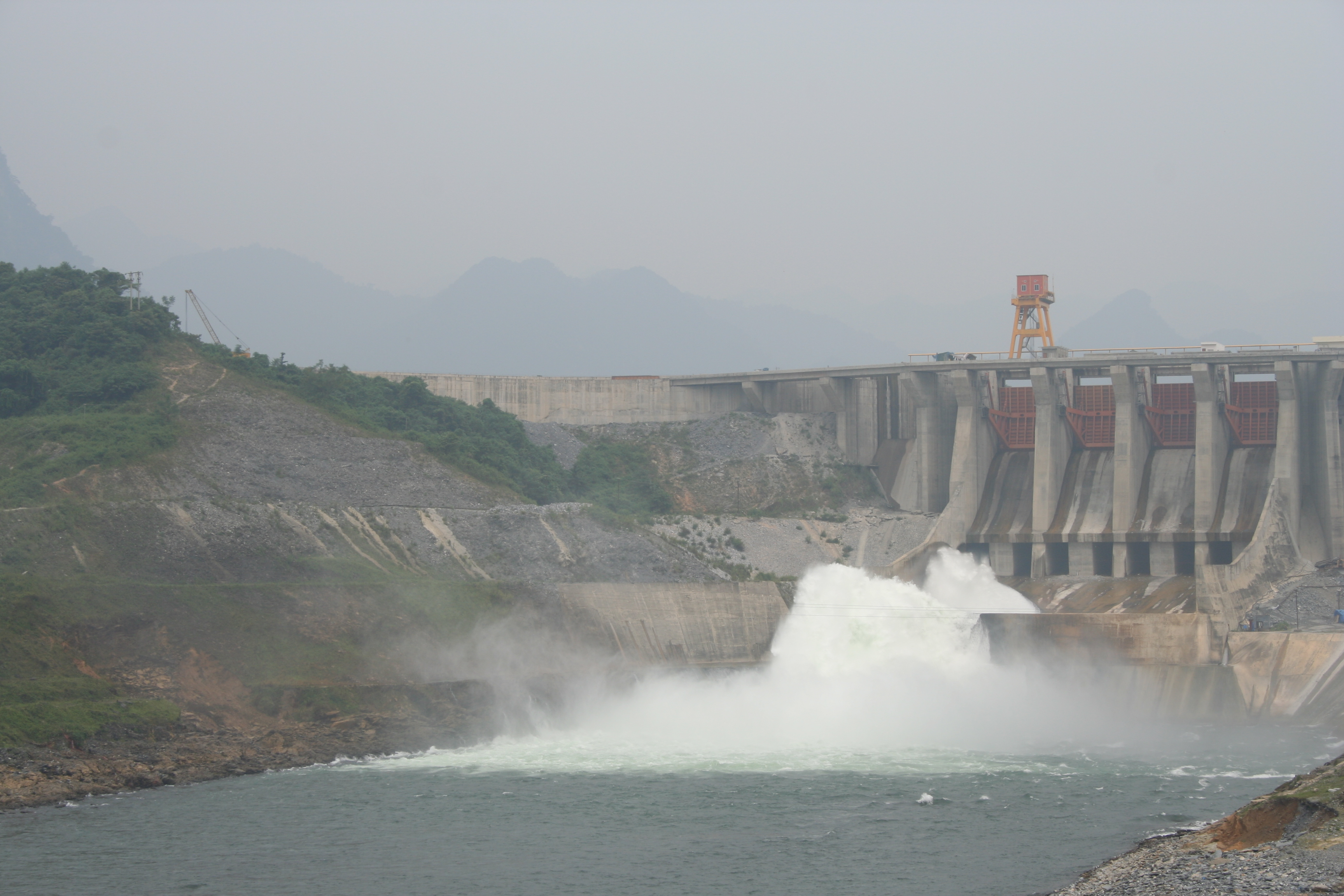
Porte de décharge de la centrale hydroélectrique de Na Hang, 2007.
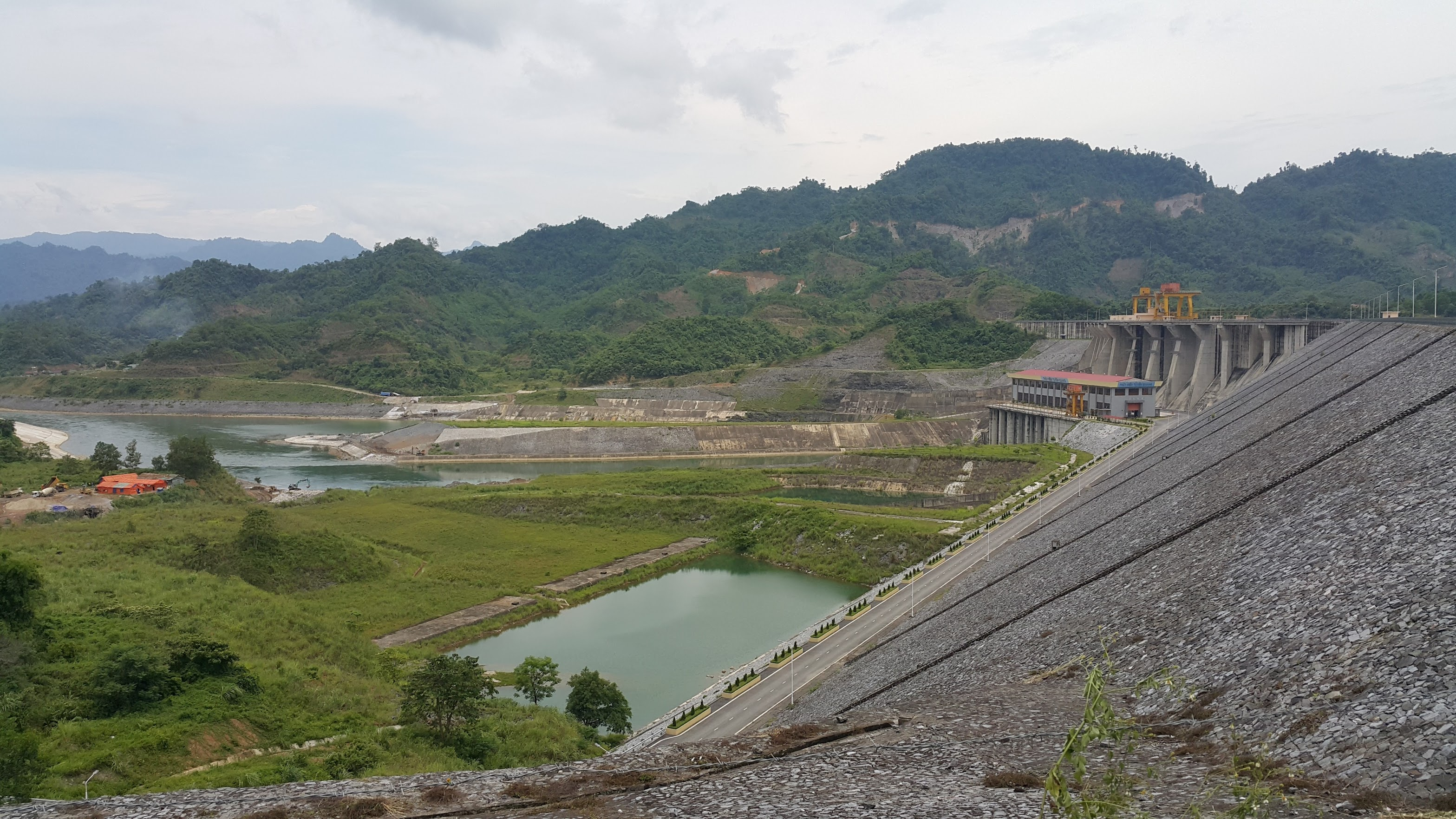
Barrage hydroélectrique de Tuyen Quang
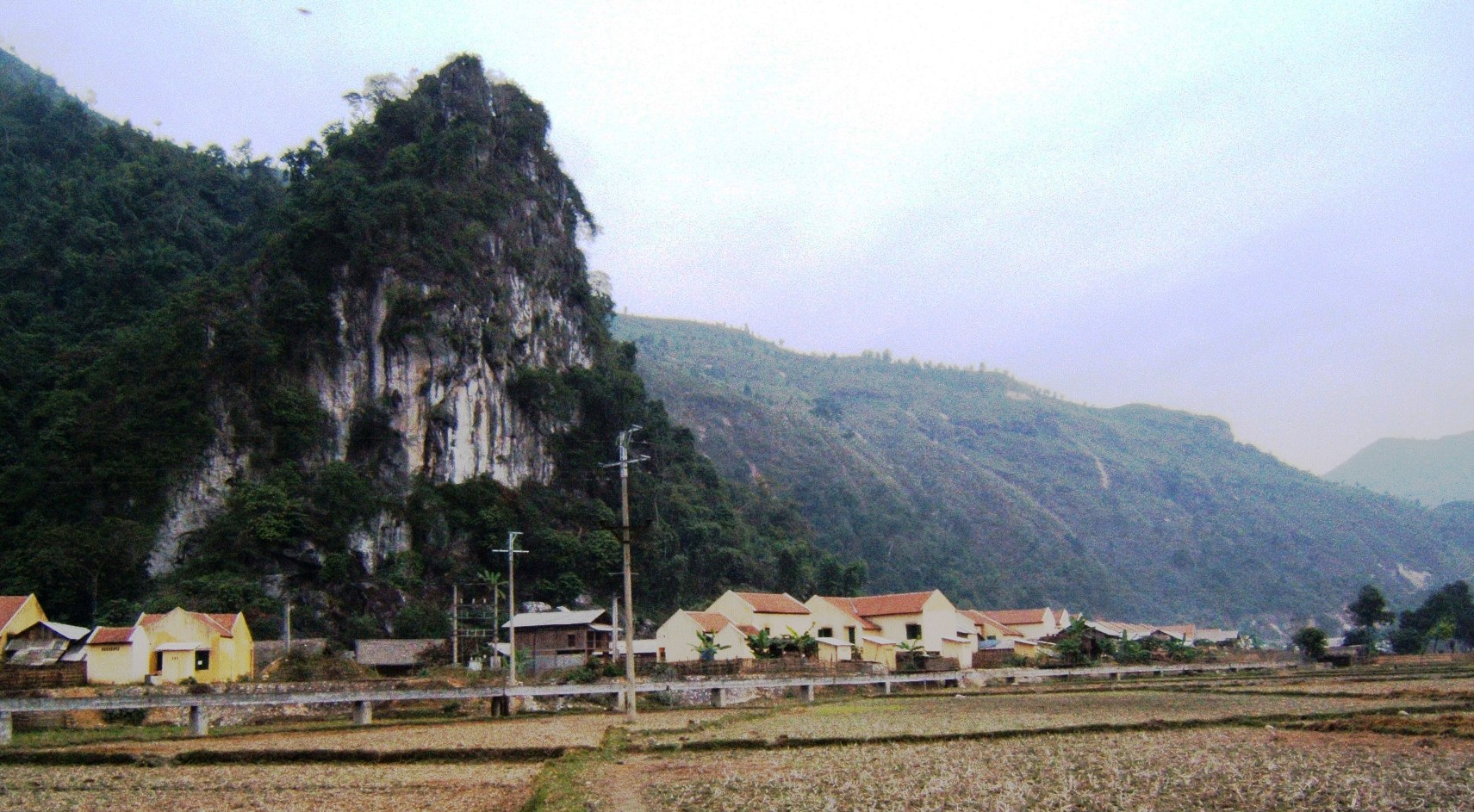
Zone de réinstallation hydroélectrique de Tuyen Quang dans le village de Na Sai, commune de Minh Ngoc, Bac Me.
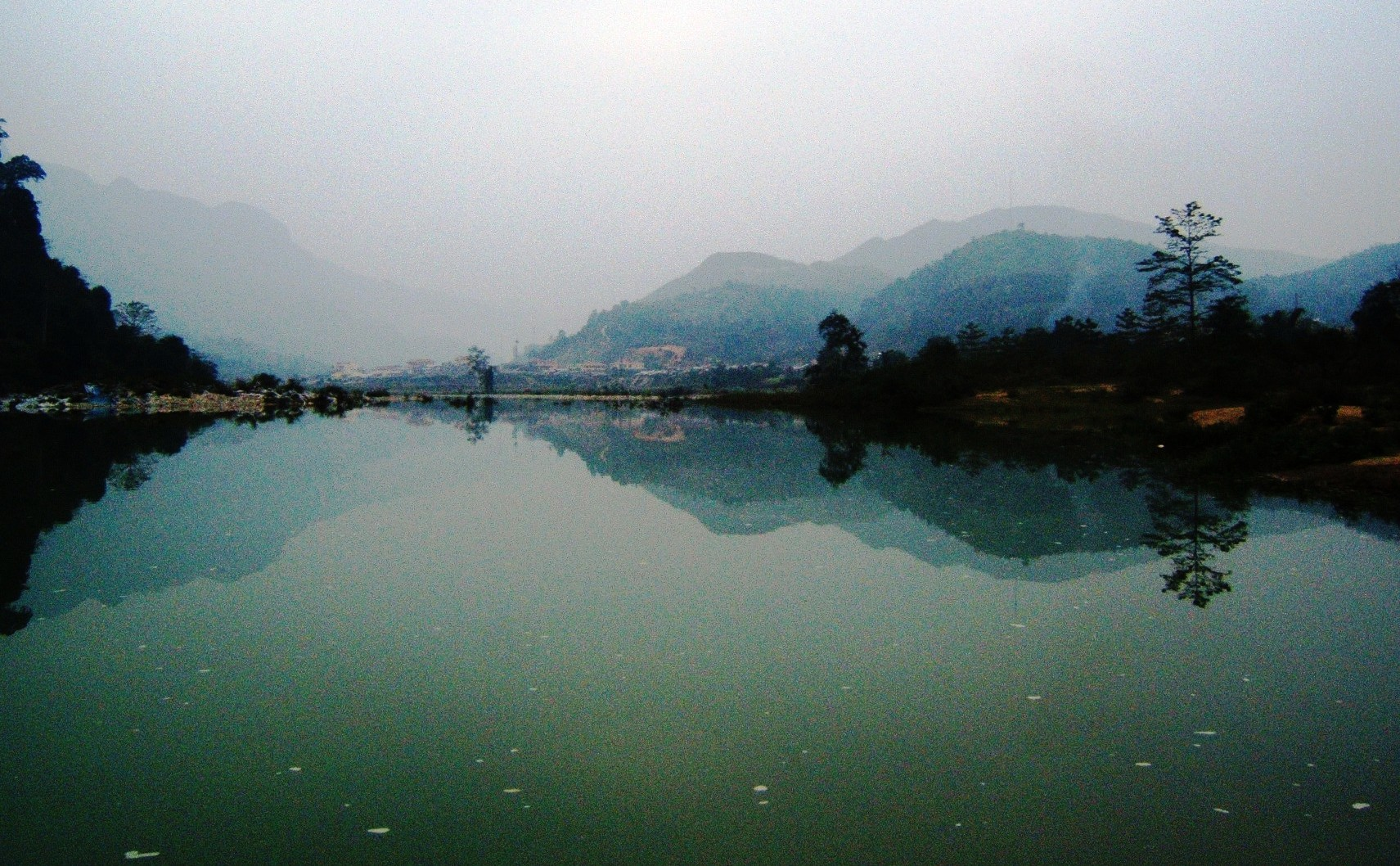
La rivière Gam à Yen Phu, Bac Me lorsque la centrale hydroélectrique de Tuyen Quang stocke de l'eau, 2007.

## Lié à l'hydroélectricité
En aval de la rivière Gam, à environ 40 km, la centrale hydroélectrique de Chiem Hoa  a une capacité installée de 48 MW. Les travaux de construction ont commencé en octobre 2009 et se sont achevés en mars 2013, dans la commune de Ngoc Hoi, district de Chiem Hoa,.